# جون دراموند
جون دراموند (بالإنجليزية: John Drummond)‏ (15 مارس 1869 بإدنبرة في المملكة المتحدة - ) هو لاعب كرة قدم بريطاني (وحمل سابقاً جنسية المملكة المتحدة لبريطانيا العظمى وأيرلندا) في مركز الوسط. لعب مع بريستون نورث إيند وشيفيلد يونايتد ونادي بارتيك ثيسل ونادي بارنسلي ونادي ليفربول.